# أيريك بولسين
أيريك بولسين (بالنرويجية البوكمول: Eirik Paulsen)‏ هو لاعب هوكي الجليد نرويجي، ولد في 21 مايو 1970.

## وصلات خارجية
- أيريك بولسين على موقع EliteProspects.com (الإنجليزية)
- أيريك بولسين على موقع Eurohockey.com (الإنجليزية)
- أيريك بولسين على موقع أوليمبيديا (الإنجليزية)